# Saxifraga bronchialis
Saxifraga bronchialis es una especie del género Saxifraga.  Es originaria de Europa.

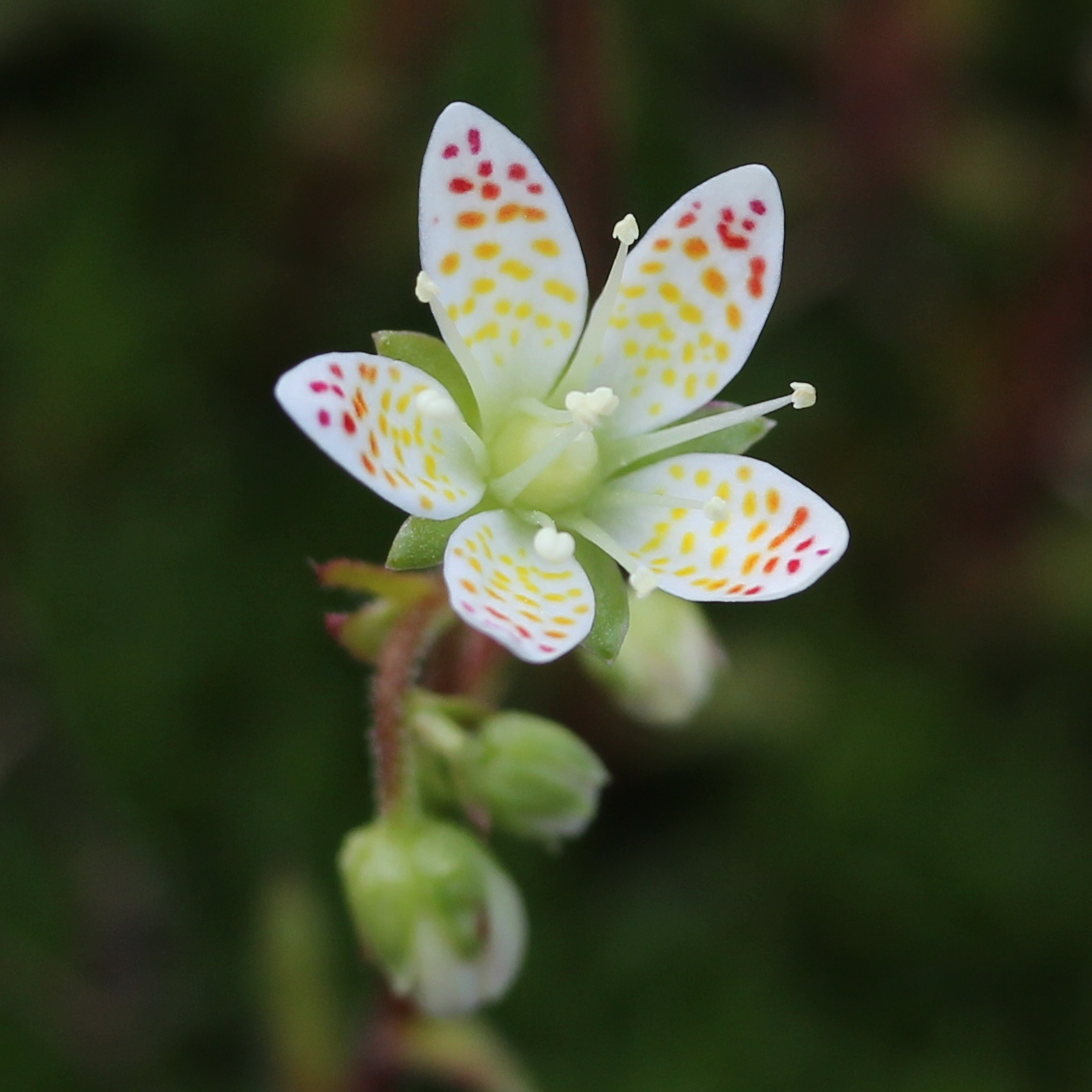
Flor

## Descripción
Es una planta perenne que alcanza un tamaño de 10 a 20 cm de altura. El tallo es delgado y de color rojo. Las hojas son numerosas, espinosas, las basales de color verde oscuro. Las flores son blancas y tienen cinco pétalos. Cada pétalo es marcada con un patrón de pequeños puntos de color rosa y/o amarillo. La floración se produce a partir de junio hasta principios de agosto.

## Distribución
Al oeste de Canadá y los Estados Unidos. Especialmente en la cadena de las Montañas Rocosas.

## Taxonomía
Saxifraga bronchialis fue descrita por Carlos Linneo y publicado en Species Plantarum 1: 400. 1753.
Etimología
Saxifraga: nombre genérico que viene del latín saxum, ("piedra") y frangere, ("romper, quebrar"). Estas plantas se llaman así por su capacidad, según los antiguos, de romper las piedras con sus fuertes raíces. Así lo afirmaba Plinio, por ejemplo.
bronchialis: epíteto
Variedades aceptadas
- Saxifraga bronchialis subsp. cherlerioides (D. Don) Hultén
- Saxifraga bronchialis subsp. codyana (Zhmylev) Cody
- Saxifraga bronchialis subsp. spinulosa (Adams)

Sinonimia
- Ciliaria bronchialis (L.) Haw.
- Leptasea bronchialis (L.) Kom.[3]